# Episodi di Armstrong Circle Theatre (prima stagione)
La prima stagione della serie televisiva Teatro di Armstrong (Armstrong Circle Theatre) è stata trasmessa in anteprima negli Stati Uniti d'America dalla NBC tra il 6 giugno 1950 e l'11 settembre 1951.
In Italia la stagione è stata trasmessa dal 4 giugno al 17 novembre 2007 su Telecapri News con i sottotitoli in italiano.
| nº | Titolo originale        | Titolo italiano | Prima TV USA      | Prima TV Italia  |
| -- | ----------------------- | --------------- | ----------------- | ---------------- |
| 1  | The Magnificent Gesture |                 | 6 giugno 1950     | 4 giugno 2007    |
| 2  | Jackpot                 |                 | 13 giugno 1950    |                  |
| 3  | Only This Night         |                 | 20 giugno 1950    |                  |
| 4  | The Chair               |                 | 27 giugno 1950    |                  |
| 5  | The Sky Rocket          |                 | 4 luglio 1950     |                  |
| 6  | Local Stop              |                 | 11 luglio 1950    |                  |
| 7  | The Bald Spot           |                 | 18 luglio 1950    |                  |
| 8  | The Rocking Horse       |                 | 25 luglio 1950    |                  |
| 9  | The Big Day             |                 | 1º agosto 1950    |                  |
| 10 | Man of Action           |                 | 8 agosto 1950     |                  |
| 11 | Ring Around My Finger   |                 | 15 agosto 1950    |                  |
| 12 | Remember, Remember?     |                 | 22 agosto 1950    |                  |
| 13 | Blaze of Glory          |                 | 29 agosto 1950    |                  |
| 14 | The First Formal        |                 | 5 settembre 1950  |                  |
| 15 | The Oldest Song         |                 | 12 settembre 1950 |                  |
| 16 | That Other Woman        |                 | 19 settembre 1950 |                  |
| 17 | The Elopement           |                 | 26 settembre 1950 |                  |
| 18 | Round-Up                |                 | 3 ottobre 1950    |                  |
| 19 | Give and Take           |                 | 10 ottobre 1950   |                  |
| 20 | It's Only a Game        |                 | 17 ottobre 1950   |                  |
| 21 | Time of Their Lives     |                 | 24 ottobre 1950   |                  |
| 22 | Man and Wife            |                 | 31 ottobre 1950   |                  |
| 23 | Person to Person        |                 | 7 novembre 1950   |                  |
| 24 | Best Trip Ever          |                 | 14 novembre 1950  |                  |
| 25 | The Perfect Type        |                 | 21 novembre 1950  |                  |
| 26 | Anything But Love       |                 | 28 novembre 1950  |                  |
| 27 | The Happy Ending        |                 | 5 dicembre 1950   |                  |
| 28 | Green Eyes              |                 | 12 dicembre 1950  |                  |
| 29 | The Diet                |                 | 19 dicembre 1950  |                  |
| 30 | Christopher Beach       |                 | 26 dicembre 1950  |                  |
| 31 | That Man Is Mine        |                 | 2 gennaio 1951    |                  |
| 32 | Rooftop                 |                 | 9 gennaio 1951    |                  |
| 33 | The Younger Generation  |                 | 16 gennaio 1951   |                  |
| 34 | Silver Service          |                 | 23 gennaio 1951   |                  |
| 35 | Those Wonderful People  |                 | 30 gennaio 1951   |                  |
| 36 | Super Highway           |                 | 6 febbraio 1951   |                  |
| 37 | A Different World       |                 | 13 febbraio 1951  |                  |
| 38 | That's Simon's Girl     |                 | 20 febbraio 1951  |                  |
| 39 | Twenty-One Days         |                 | 27 febbraio 1951  |                  |
| 40 | The Partnership         |                 | 6 marzo 1951      |                  |
| 41 | The Patcher-Upper       |                 | 13 marzo 1951     |                  |
| 42 | The Hero                |                 | 20 marzo 1951     |                  |
| 43 | Double Exposure         |                 | 27 marzo 1951     |                  |
| 44 | The Moment of Decision  |                 | 3 aprile 1951     |                  |
| 45 | Ghost Town              |                 | 10 aprile 1951    |                  |
| 46 | Honor Student           |                 | 17 aprile 1951    |                  |
| 47 | Backstage               |                 | 24 aprile 1951    |                  |
| 48 | The Big Rainbow         |                 | 1º maggio 1951    |                  |
| 49 | The Open Heart          |                 | 8 maggio 1951     |                  |
| 50 | Jury Duty               |                 | 15 maggio 1951    |                  |
| 51 | The Vote Getter         |                 | 22 maggio 1951    |                  |
| 52 | Over the Fence          |                 | 29 maggio 1951    |                  |
| 53 | Lover's Leap            |                 | 5 giugno 1951     |                  |
| 54 | The Rookie              |                 | 12 giugno 1951    |                  |
| 55 | Close Harmony           |                 | 19 giugno 1951    |                  |
| 56 | Buckaroo                |                 | 26 giugno 1951    |                  |
| 57 | Leave It to Mother      |                 | 3 luglio 1951     |                  |
| 58 | Table for Two           |                 | 10 luglio 1951    |                  |
| 59 | Last Chance             |                 | 17 luglio 1951    |                  |
| 60 | A Beautiful Friendship  |                 | 24 luglio 1951    |                  |
| 61 | Mountain Song           |                 | 31 luglio 1951    |                  |
| 62 | The Mistake             |                 | 7 agosto 1951     |                  |
| 63 | The Man in the Bookshop |                 | 14 agosto 1951    |                  |
| 64 | Bone of Contention      |                 | 21 agosto 1951    |                  |
| 65 | Johnny Pickup           |                 | 28 agosto 1951    |                  |
| 66 | By the Book             |                 | 4 settembre 1951  |                  |
| 67 | Sleight of Hand         |                 | 11 settembre 1951 | 17 novembre 2007 |